# Arianna Fontana
Arianna Fontana, född 14 april 1990, är en italiensk idrottare som tävlar i short track. Hon blev olympisk mästare på 500 meter vid de olympiska skridskotävlingarna 2018 i Pyeongchang i Sydkorea.
Fontana blev som 15-åring den yngsta italienska vinterolympiern att ta en medalj när hon tog brons i stafetten vid olympiska vinterspelen 2006 i Turin. Fyra år senare i Vancouver tog hon en bronsmedalj i 500 meter, i Sotji 2014 tog hon en silvermedalj på samma distans och även två bronsmedaljer på 1 500 meter och i stafetten. 2015 vann hon sitt första VM-guld på 1 500 meter, den enda guldmedaljen av de fjorton VM-medaljer hon tagit. Fontana har även tagit 25 guld, 10 silver och sju brons i EM mellan 2006 och 2017.